# Tanacetum parthenium
Il partenio (Tanacetum parthenium (L.) Sch.Bip., 1844)  è una specie di pianta angiosperma dicotiledone della famiglia delle Asteraceae (sottofamiglia Asteroideae, tribù Anthemideae (Eurasian grade) e sottotribù Anthemidinae).

## Etimologia
Il nome generico (Tanacetum), derivato dal latino medioevale  “tanazita” che a sua volta deriva dal greco ”athanasia” (= immortale, di lunga durata) probabilmente sta a indicare la lunga durata dell'infiorescenza di questa pianta; in altri testi si fa riferimento alla credenza che le bevande fatte con le foglie di questa pianta conferissero vita eterna. L'epiteto specifico (parthenium) deriva dal greco antico "parthenos" (= vergine).
Il nome scientifico della specie è stato definito dal botanico Carl Heinrich Schultz (1805-1867) nella pubblicazione " Ueber die Tanaceteen...Haardt" ( Tanaceteen 55) del 1844.

## Descrizione

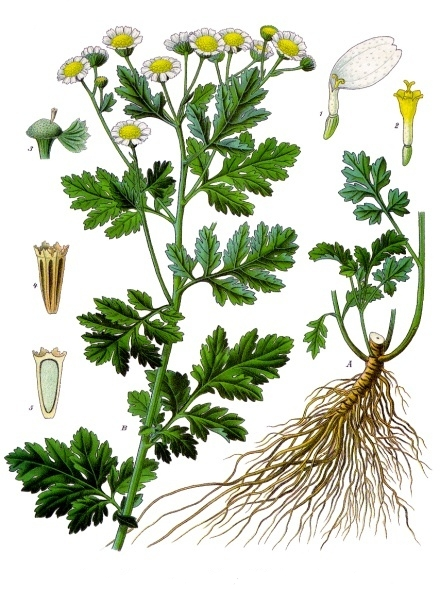

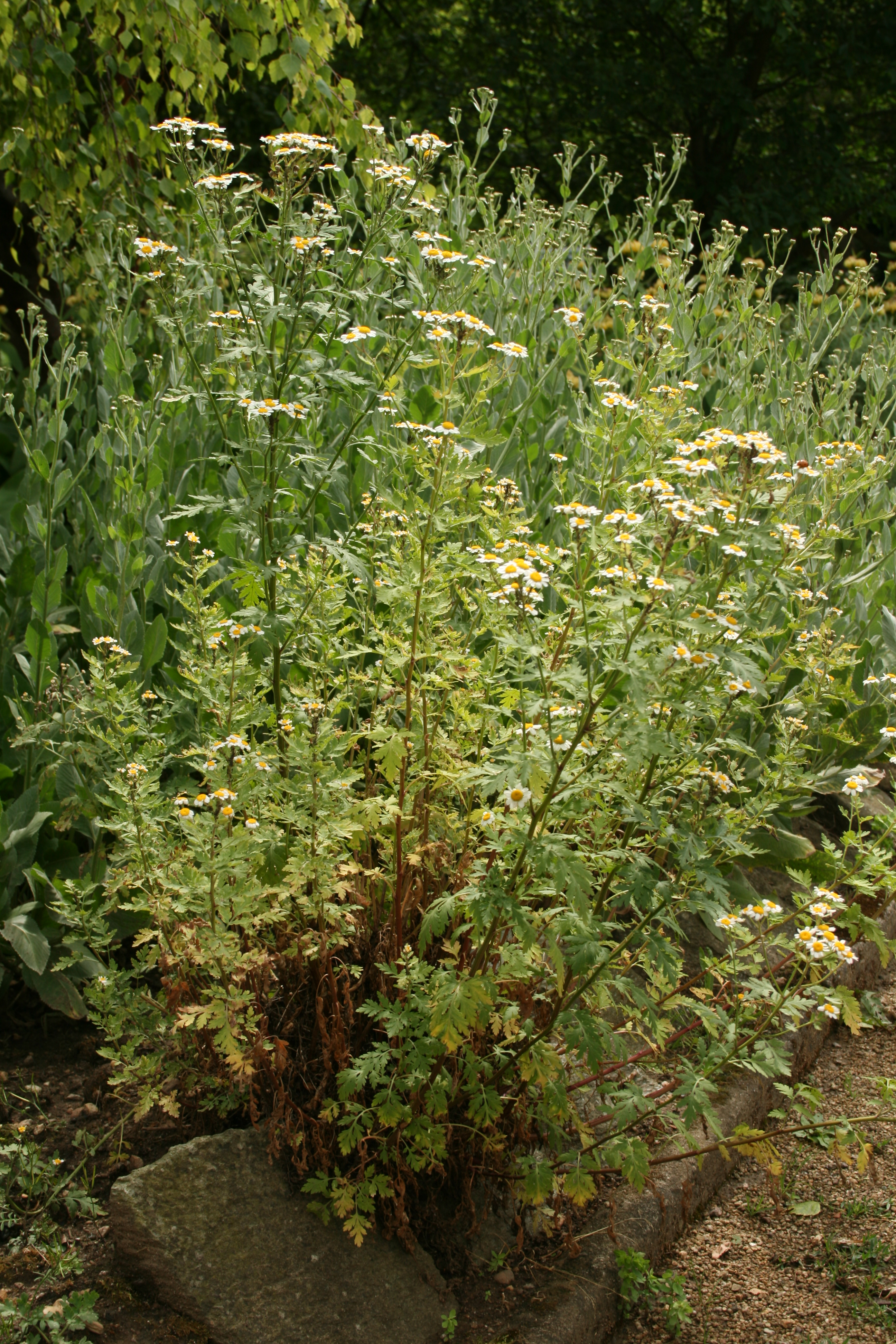
Il portamento

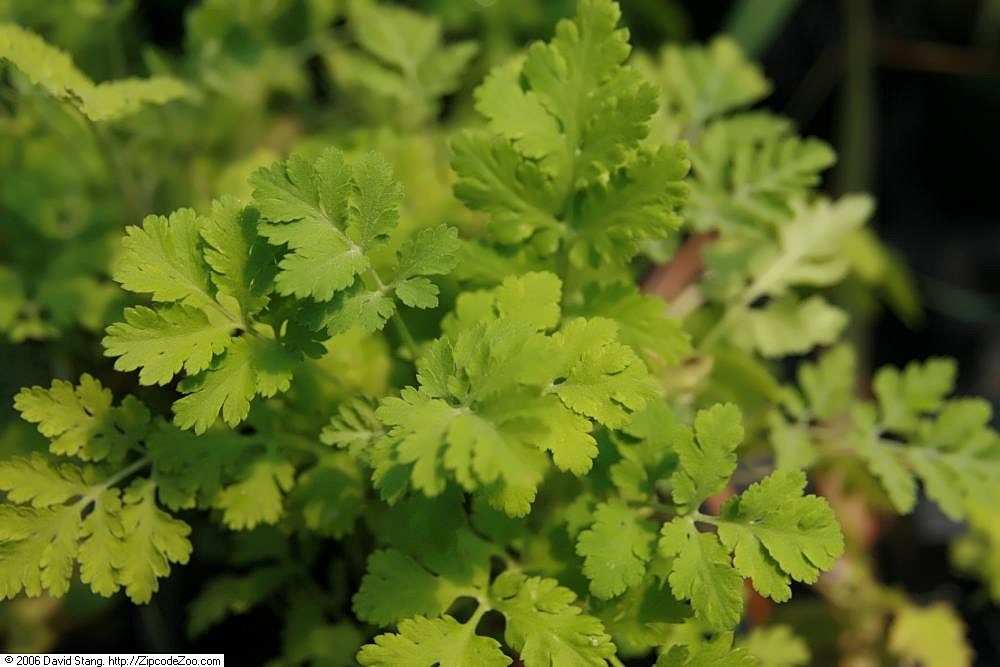
Le foglie

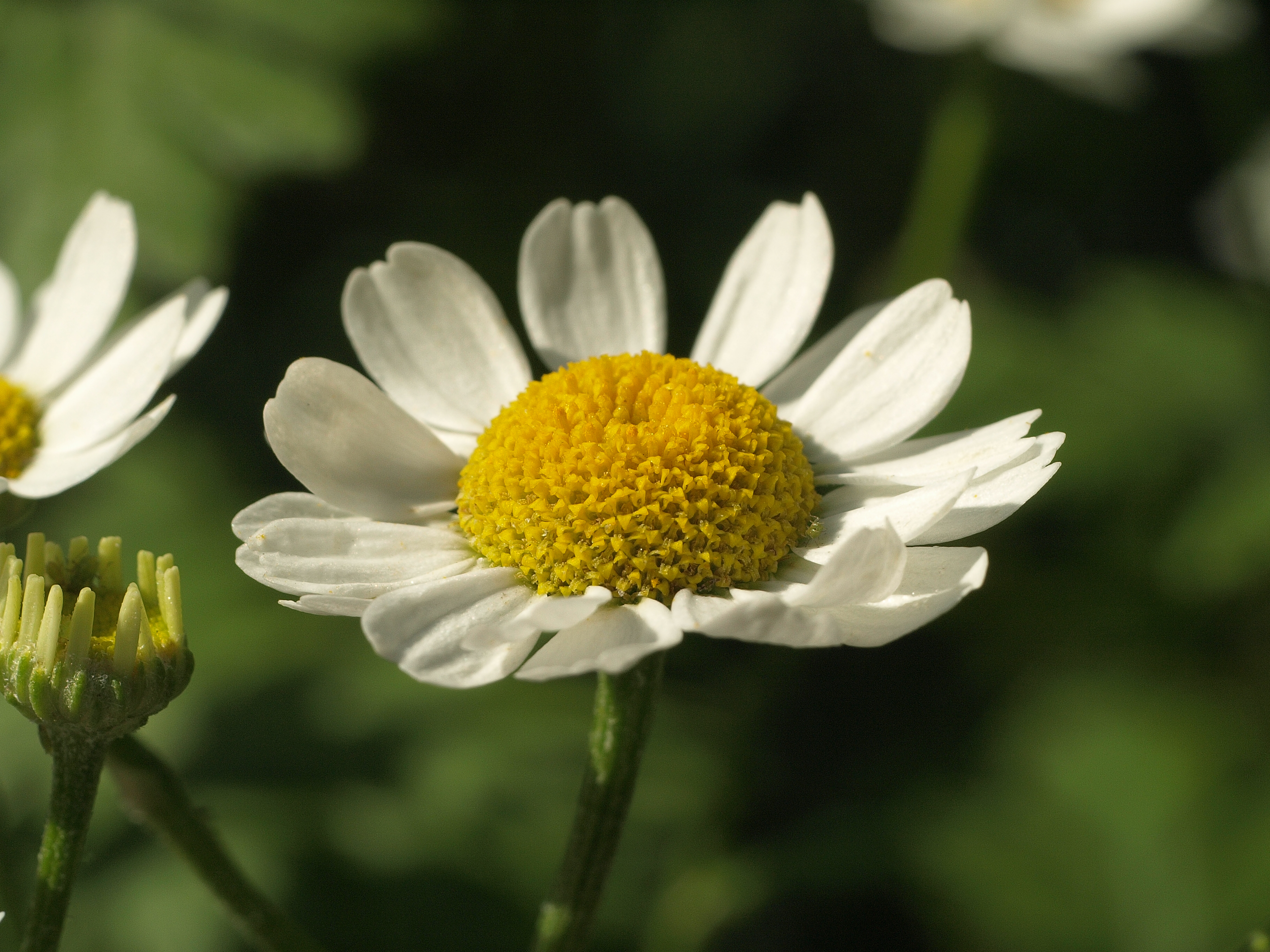
Infiorescenza

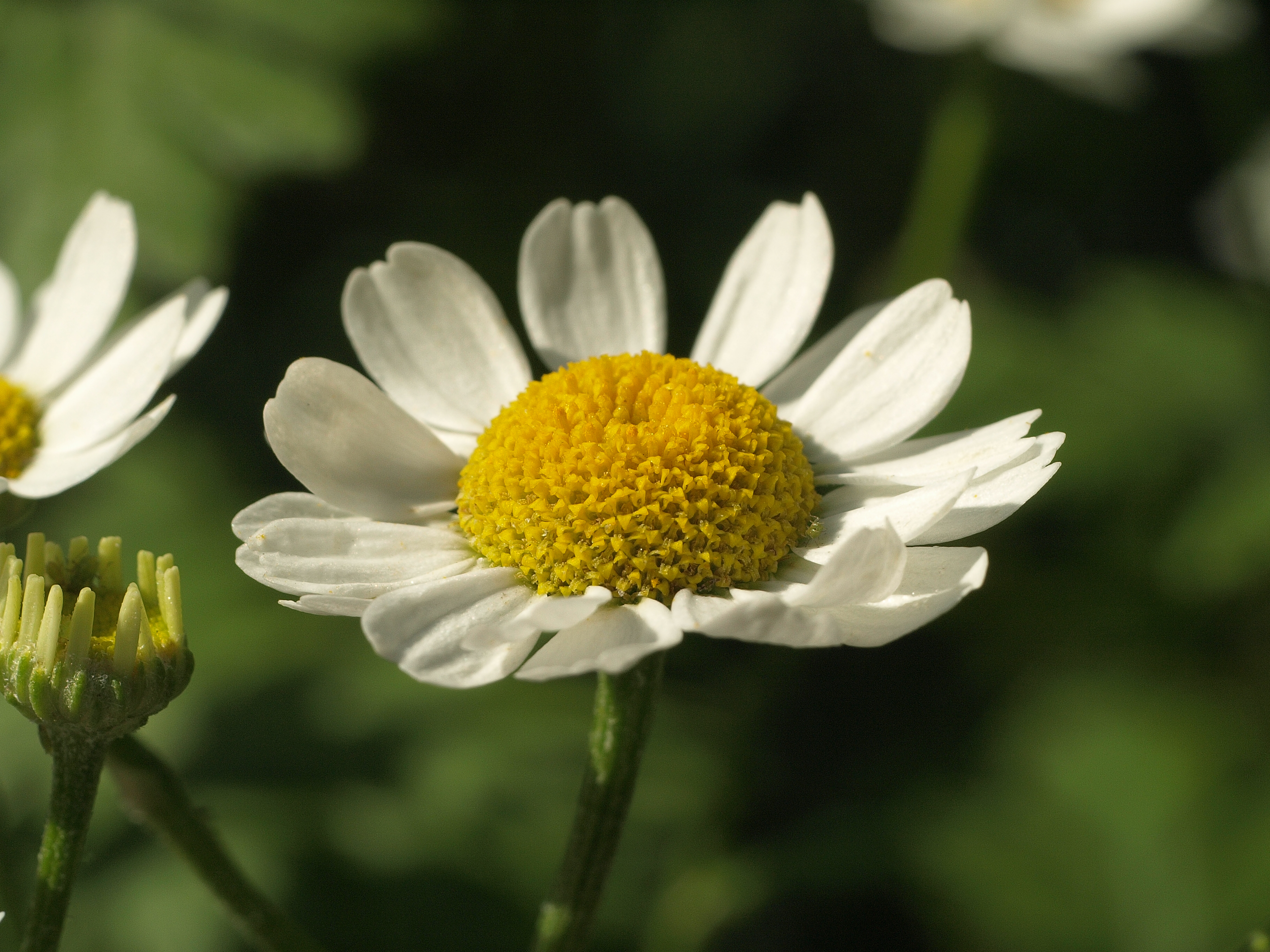
I fiori

Portamento. La specie di questa voce è una pianta erbacea perenne. La forma biologica prevalente è emicriptofita scaposa (H scap); ossia sono piante perennanti con gemme poste al livello del suolo con fusto allungato e mediamente foglioso. Le parti epigee hanno un forte odore aromatico. L'indumento può essere assente o formato da peli basifissi e/o medifissi talvolta stellati.
Radici. Le radici di norma sono secondarie da rizoma.
Fusto. I fusti, da 1 a 3 per pianta, hanno un portamento eretto e sono ramosi e striati nella parte alta, mentre possiedono un rizoma nella parte ipogea. Raramente possono essere prostrati. La superficie del fusto può essere sia glabra che pelosa. L'altezza può variare da 4 a 8 dm.
Foglie. Le foglie, lungo il fusto, sono disposte in modo alterno. Quelle basali sono picciolate, mentre le cauline sono sessili ma anche picciolate. La lamina, a contorno ovato e pennato-partita, è divisa in 11 - 15 segmenti. Il bordo delle foglie è quasi sempre dentellato o crenato; mentre le due facce possono essere sia glabre che pelose. Le foglie basali sono scomparse alla fioritura.
Infiorescenza. Le sinflorescenze comprendono da 5 a 20 capolini raggruppati in corimbi più o meno densi. Le infiorescenze vere e proprie sono composte da un capolino terminale di tipo radiato. La struttura dei capolini è quella tipica delle Asteraceae: un peduncolo sorregge un involucro, appiattito, composto da diverse brattee, al cui interno un ricettacolo fa da base ai fiori di due tipi: fiori del raggio e fiori del disco. Le brattee, con forme lanceolate acute e a consistenza erbacea, sono disposte in modo più o meno embricato su più serie (da 2 a 5). Il ricettacolo, leggermente convesso (o quasi piano) e alveolato, è sprovvisto (nudo) di pagliette avvolgenti la base dei fiori.
Fiori.  I fiori sono tetra-ciclici (formati cioè da 4 verticilli: calice – corolla – androceo – gineceo) e pentameri (calice e corolla formati da 5 elementi). Si distinguono in:
- fiori del raggio (esterni): da 10 a 21 per capolino, sono femminili, fertili e disposti su una sola serie; la forma è ligulata (zigomorfa); a volte possono mancare o essere sterili o neutri;
- fiori del disco (centrali): sono più numerosi con forme brevemente tubulose (attinomorfe); sono ermafroditi.

- Formula fiorale:

*/x K {\displaystyle \infty }, [C (5), A (5)], G 2 (infero), achenio
- Calice: i sepali del calice sono ridotti ad una coroncina di squame.
- Corolla:

- fiori del raggio: la forma della corolla alla base è più o meno tubulosa-imbutiforme (a volte pelosa), mentre all'apice è ligulata; la ligula può terminare con alcuni denti (3 - 5); il colore è bianco; la disposizione di questi fiori è raggiante e sporgono ben oltre l'involucro sottostante;
- fiori del disco: la forma è tubulare bruscamente divaricata in 4 - 5 lobi; i lobi, patenti o eretti, hanno una forma deltata o più o meno lanceolata; il colore è giallo.

- Androceo: l'androceo è formato da 5 stami (alternati ai lobi della corolla) sorretti da filamenti generalmente liberi; gli stami sono connati e formano un manicotto circondante lo stilo. Le antere alla base sono ottuse. Il tessuto dell'endotecio non è polarizzato. Il polline è sferico con un diametro medio di circa 25 micron;  è tricolporato (con tre aperture sia di tipo a fessura che tipo isodiametrica o poro) ed è echinato (con punte sporgenti).
- Gineceo: l'ovario è infero uniloculare formato da 2 carpelli. Lo stilo (il recettore del polline) è profondamente bifido (con due stigmi divergenti) e con le linee stigmatiche marginali separate o contigue. I due bracci dello stilo hanno una forma troncata e possono essere papillosi o ricoperti da ciuffi di peli.
- Antesi: da giugno a settembre.

Frutti. I frutti sono di tipo achenio con forme da obconiche a cilindriche, a sezione circolare, e a cinque-dieci coste sottili e a sezione pentagonale, ma a volte possono essere anche triangolari. Le coste non contengono cellule mucillaginifere (come viceversa in altri generi vicini) e le “vallecole” (canali longitudinali interposti alle costolature) sono prive del canale resinifero. La parte apicale è troncata e dentata. Il pappo è quasi inesistente; comunque se presente è piumoso di tipo coroniforme.

## Biologia
Impollinazione: tramite insetti (impollinazione entomogama tramite farfalle diurne e notturne).

Riproduzione: la fecondazione avviene fondamentalmente tramite l'impollinazione dei fiori.

Dispersione: i semi cadono a terra e vengono dispersi soprattutto da insetti come formiche (disseminazione mirmecoria). Un altro tipo di dispersione è zoocoria: gli uncini delle brattee dell'involucro (se presenti) si agganciano ai peli degli animali di passaggio che portano così i semi anche su lunghe distanze. Inoltre per merito del pappo (se presente) il vento può trasportare i semi anche per alcuni chilometri (disseminazione anemocora).

## Distribuzione e habitat

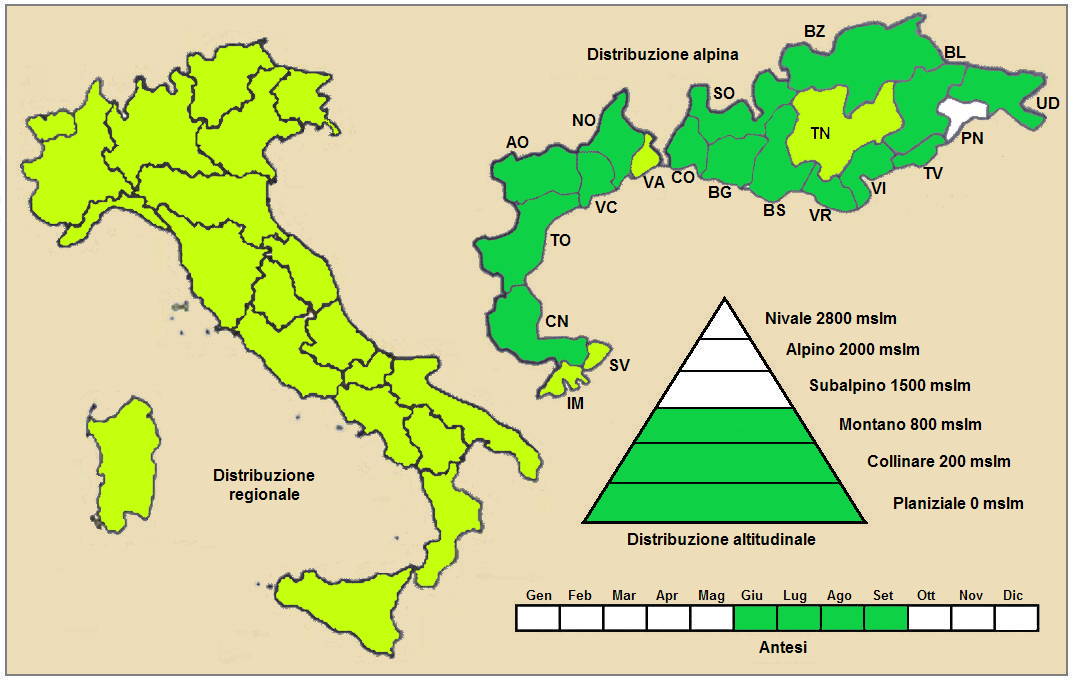
Distribuzione della pianta (Distribuzione regionale – Distribuzione alpina)

Geoelemento: il tipo corologico (area di origine) è Sud Est Europeo - Sud Ovest Asiatico - Balcanico.
Distribuzione: In Italia si trova nei giardini a scopo ornamentale e farmaceutico. Nelle Alpi è presente ovunque. Fuori dall'Italia, sempre nelle Alpi, questa specie si trova in Francia, Svizzera, Austria e Slovenia. Sugli altri rilievi collegati alle Alpi è presente nella Foresta Nera, Monti Vosgi, Massiccio del Giura, Massiccio Centrale, Pirenei, Monti Balcani e Carpazi. Altrove si trova in America settentrionale e meridionale e nella regione del Caucaso.
Habitat: l'habitat tipico per queste piante sono i luoghi pietrosi ed incolti della fascia temperata europea, le boscaglie e i ruderi. Il substrato preferito è calcareo ma anche siliceo con pH neutro, alti valori nutrizionali del terreno che deve essere mediamente umido.
Distribuzione altitudinale: sui rilievi alpini, in Italia, queste piante si possono trovare fino a 1000 m s.l.m.; nelle Alpi frequentano quindi i seguenti piani vegetazionali: collinare e montano (oltre a quello planiziale).

## Fitosociologia
Dal punto di vista fitosociologico alpino la specie di questa voce appartiene alla seguente comunità vegetale:
Formazione: delle comunità perenni nitrofile
Classe: Artemisietea vulgaris
Ordine: Onopordetalia acanthii
Alleanza: Arction lappae

## Sistematica
La famiglia di appartenenza di questa voce (Asteraceae o Compositae, nomen conservandum) probabilmente originaria del Sud America, è la più numerosa del mondo vegetale, comprende oltre 23.000 specie distribuite su 1.535 generi, oppure 22.750 specie e 1.530 generi secondo altre fonti (una delle checklist più aggiornata elenca fino a 1.679 generi). La famiglia attualmente (2021) è divisa in 16 sottofamiglie; la sottofamiglia Asteroideae è una di queste e rappresenta l'evoluzione più recente di tutta la famiglia.
Basionimo: Matricaria parthenium L., 1753

### Filogenesi
Il gruppo di questa voce è descritto nella tribù Anthemideae, una delle 21 tribù della sottofamiglia Asteroideae). In base alle ultime ricerche nella tribù sono stati individuati (provvisoriamente) 4 principali lignaggi (o cladi): "Southern hemisphere grade", "Asian-southern African grade", "Eurasian grade" e "Mediterranean clade". Il genere Tanacetum (insieme alla sottotribù Anthemidinae) è incluso nel clade Eurasian grade. Nella struttura interna della sottotribù si individuano due cladi. Il genere di questa voce fa parte del clade comprendente i generi Archanthemis , Xylanthemum  e Gonospermum.
Nella "Flora d'Italia" di Sandro Pignatti le specie italiane di "Tanacetum" sono divise in due gruppi: (1) capolini con fiori ligulati bianchi e tubolosi gialli; (2) capolini con tubolosi gialli (quelli periferici sono un po' raggianti), mancano i fiori ligulati bianchi. La specie di questa voce appartiene al primo gruppo.
I caratteri distintivi della specie  Tanacetum parthenium sono:
- le foglie cauline hanno le lamine a contorno ovato e sono divise in 11 - 15 segmenti;
- i capolini con un diametro di 1 cm formano dei corimbi;
- l'involucro ha delle forme piatte;
- i fiori ligulati sono bianchi e quelli tubolosi sono gialli.

Il numero cromosomico delle specie di questa voce è: 2n = 18.

### Sinonimi
Sono elencati alcuni sinonimi per questa entità:
- Chamaemelum parthenium (L.) E.H.L.Krause
- Chrysanthemum parthenium  (L.) Bernh.
- Dendranthema parthenium  (L.) Des Moul.
- Leucanthemum odoratum  Dulac
- Leucanthemum parthenium  (L.) Godr. & Gren.
- Matricaria parthenium  L.
- Parthenium matricaria  Gesn. ex Rupr.
- Pyrethrum parthenium  (L.) Sm.

## Principi attivi
Il partenio possiede una buona quantità di flavonoidi come luteolina, quercetina, apigenina ed axillarina, cui si deve parte della sua azione spasmolitica sulla muscolatura liscia viscerale.
Possiede anche dei composti bi- o triciclici chiamati sesquiterpeni, come il partenolide, il costunolide, l'artemorina e la santamarina, che sono amari e modulano le funzioni del sistema della serotonina, da cui la loro proprietà di profilattici dell'evento emicranico. Da notare che le tisane di partenio sono efficaci solo come preventive dell'attacco; non hanno alcuna efficacia quando l'emicrania è in corso.

## Usi tradizionali e novità
Nel folklore popolare, il partenio ha trovato impiego nelle condizioni di reumatismo articolare e nella prevenzione delle cefalee. Nella fitoterapia moderna è principalmente usato nella profilassi dell'emicrania. È però dotato di buone proprietà toniche, emmenagoghe ed antispastiche. Questo lo rende un buon palliativo per le donne che soffrono di dismenorrea (mestruazioni irregolari e/o dolorose).
Il partenio non dovrebbe essere assunto in soggetti che hanno allergie ad altre Asteracee e comunque dovrebbero consultare il proprio medico prima di assumere Partenio.
Da circa un decennio, il partenio ha suscitato un interesse acceso tra i ricercatori del campo immunologico, reumatologico ed oncologico. Uno dei suoi costituenti, infatti, il partenolide, è risultato in laboratorio un potente antinfiammatorio su modelli sperimentali animali di malattie invalidanti come l'artrite reumatoide ed il lupus eritematoso sistemico.
Questo composto agisce direttamente da inibitore del fattore di trascrizione delle catene kappa anticorpali dei linfociti B (NF-κB), che serve alle cellule immunitarie alla sintesi di molte citochine coinvolte nell'infiammazione. In più ha il vantaggio di inibire direttamente anche la 5-lipossigenasi, enzima che trasforma l'acido arachidonico nei noti mediatori infiammatori leucotrieni.
Il partenolide è molto efficace nel sopprimere, almeno in vitro o in modelli di tessuto tumorale trapiantato su animali da esperimento, la proliferazione di alcuni tipi di cellule maligne, sia provenienti da tumori solidi che ematologici (carcinoma gastrico, polmonare, prostatico e mieloma multiplo, per citarne alcuni).
A parte il suo potere inibitorio sul fattore NF-κB, come accennato sopra, il partenolide alchila l'enzima DNA-citosina metiltrasferasi (DNMT 1), che modifica il DNA portando alla repressione genica di molte porzioni di cromatina. In pratica, il partenolide agirebbe allo stesso modo del chemioterapico 5-azacitidina, usato come induttore del differenziamento cellulare nella terapia di neoplasie ematologiche (mieloma multiplo, sindromi mielodisplastiche, ecc.).
Mancano però dati provenienti da trials clinici umani al riguardo.

### Referenze bibliografiche
- Sumner H et al. Inhibition of 5-lipoxygenase and cyclo-oxygenase in leukocytes by feverfew. Involvement of sesquiterpene lactones and other components. Biochem Pharmacol. 1992; 43(11): 2313-20.
- Kishida Y et al. Parthenolide, a natural inhibitor of Nuclear Factor-kappaB, inhibits lung colonization of murine osteosarcoma cells. Clin Cancer Res. 2007; 13(1): 59-67.
- Zhou HQ, Zhang FC, Rk W. Parthenolide inhibits tumor necrosis factor-alpha induced catabolism of aggrecan in chondrocytes in osteoarthritis: in vitro experiment with cultured human chondrocytes. Zhonghua Yi Xue Za Zhi. 2008 Mar 18; 88(11): 764-68.
- Pajak B et al. Molecular basis of parthenolide-dependent proapoptotic activity in cancer cells. Folia Histochem Cytobiol. 2008; 46:129-35.
- Neelakantan S et al. Aminoparthenolides as novel anti-leukemic agents: Discovery of the NF-kappaB inhibitor, DMAPT (LC-1). Bioorg Med Chem Lett. 2009; 19(15): 4346-49.
- Liu Z et al. Modulation of DNA methylation by a sesquiterpene lactone parthenolide. J Pharmacol Exp Ther. 2009; 329(2): 505-14.
- Oka D, Sesquiterpene lactone parthenolide suppresses tumor growth in a xenograft model of renal cell carcinoma by inhibiting the activation of NF-kappaB. Int J Cancer. 2007; 120(12): 2576-81.
- Zhao LJ et al. Effect of parthenolide on proliferation and apoptosis in gastric cancer cell line SGC7901. J Dig Dis. 2009; 10(3): 172-80.
- Zhang D et al. Nuclear factor-kappaB inhibition by parthenolide potentiates the efficacy of Taxol in non-small cell lung cancer in vitro and in vivo. Mol Cancer Res. 2009; 7(7): 1139-49.
- Fang LJ et al. Sesquiterpene lactone parthenolide markedly enhances sensitivity of human A549 cells to low-dose oxaliplatin via inhibition of NF-kappaB activation and induction of apoptosis.  Planta Med. 2010; 76(3): 258-64.
- Li X et al. IL-23 induces receptor activator of NF-kappaB ligand expression in fibroblast-like synoviocytes via STAT3 and NF-kappaB signal pathways. Immunol Lett. 2010; 127(2): 100-107.
- Shanmugam R et al. A water-soluble parthenolide analogue suppresses in vivo prostate cancer growth by targeting NFkappaB and generating reactive oxygen species. Prostate. 2010; 70(10): 1074-86.

## Usi culinari
Nel Veneto, tipicamente nel territorio vicentino e veronese, il Partenio, conosciuto come erba maresina, erba madre o erba 'mara è largamente utilizzato nella preparazione di frittelle salate, torte e come aroma per il condimento di primi piatti.